# 古巴小鯷
古巴小鯷（学名：Anchoa cubana）為輻鰭魚綱鲱形目鳀科的其中一種，分布於西大西洋區，從美國北卡羅來納州至墨西哥灣北部海域，棲息深度可達50公尺，本魚體延長，吻部約3/4眼徑，上頷長於下頷，體側具一銀色條紋，臀鰭軟條16-21條，體長可達10公分，喜群游，棲息在沿海，以浮游生物為食，通常作為餌魚。

## 擴展閱讀
維基物種上的相關：古巴小鯷